# Michel Hirvy
Michel Hirvy (geb. als Mischa Hirschowitz; * Oktober 1900 in Warschau; † 31. Dezember 1966 in Montreal) war ein kanadischer Pianist und Musikpädagoge polnischer Herkunft.
Hirvy war Klavierschüler von Paul Lutzenko. Er besuchte in Berlin das Stern’sche Konservatorium und setzte seine Ausbildung in Österreich fort. Von 1929 bis 1938 lebte er in Paris, danach in Portugal. 1941 wanderte er nach Montreal aus.
Er produzierte 1928–34 mit Louta Nouneberg in Paris und 1951–54 in Montreal eine Reihe von Filmen, in denen er in Zeitlupe die Klaviertechnik von Pianisten wie Wilhelm Backhaus, Alfred Cortot, Glenn Gould, Wladimir Horowitz, Artur Rubinstein, Rudolf Serkin und Rosalyn Tureck vorführte. Zu seinen Klavierschülern in Kanada zählten Edmund Assaly, Albertine Caron-Legris, Neil Chotem, Kenneth Peacock, Nina Townsend, Vic Vogel und Irene Woodburn-Wright.